# ウェーブ・オルガン

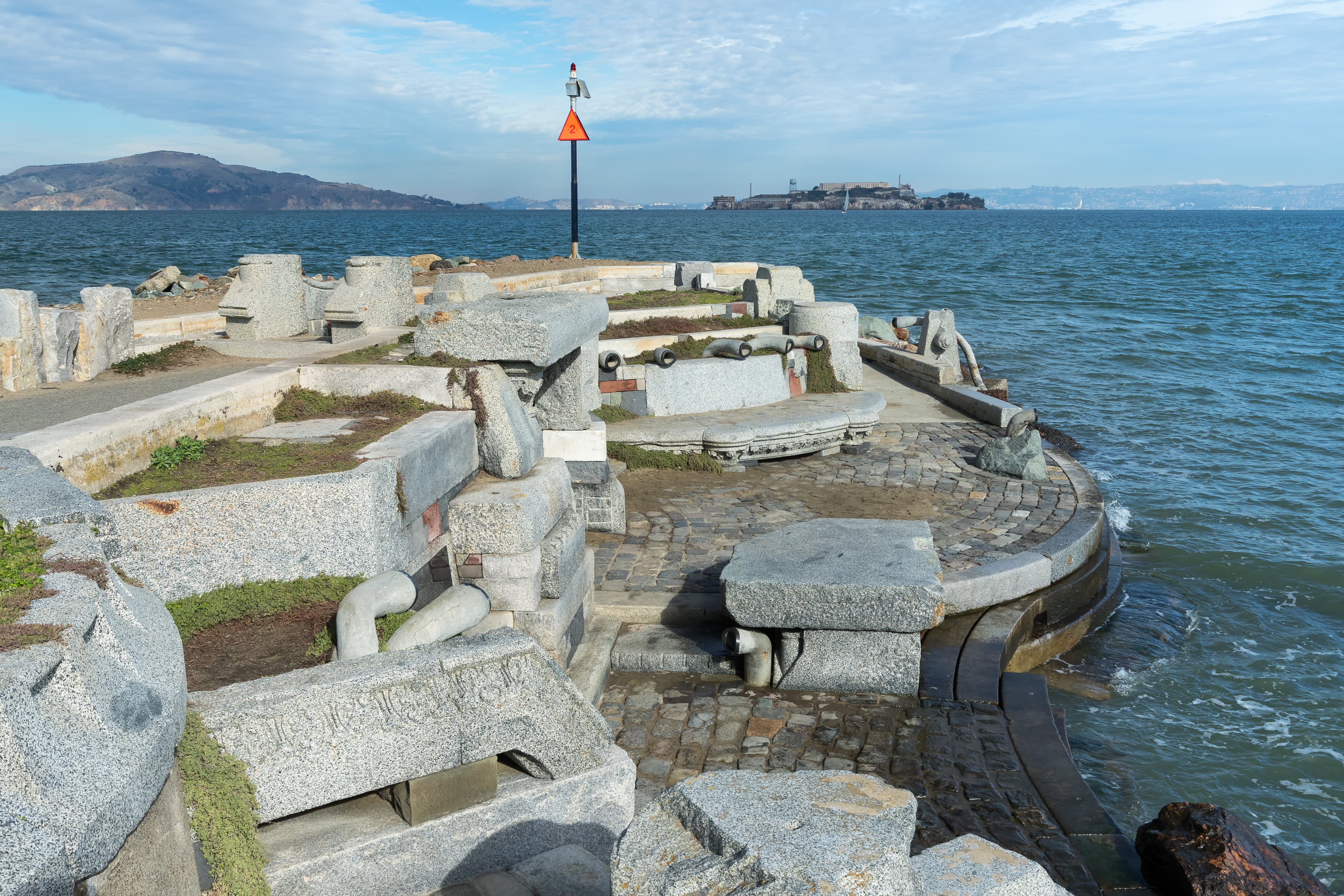
ウェーブ・オルガン(波オルガン)

ウェーブ・オルガン（波オルガン、Wave Organ）は、カリフォルニア州サンフランシスコにある建造物である。
1986年5月、サンフランシスコ湾の海岸に、市内の科学博物館エクスプロラトリアムが建設した。具体的には、科学博物館によって招かれた、インスタレーション・アーティストのピーター・リチャーズ(Peter Richards)が考案・設計し、石工のジョージ・ゴンザレス(George Gonzales)と協力して作りあげた。
ウェーブ・オルガンはフランク・オッペンハイマーに捧げられた。オッペンハイマーは科学博物館を創設した初代館長で、ウェーブ・オルガンの資金調達活動を先導したが、建設開始の7か月前に死去した。

## 場所
ウェーブ・オルガン（波オルガン）はゴールデンゲート・ヨットクラブから伸びる岬の先端にある。セントフランシス・ヨットクラブとゴールデンゲート・ヨットクラブの間には狭い海峡があり、ウェーブ・オルガンからはその向こう側に広がる街の景色を一望できる。左側にはフォートメイソン桟橋があり、右側には国立公園クリッシー・フィールドを囲むユーカリ林がそびえ立っている。ウェーブ・オルガンに向かう小道と、出発点のマリーナグリーンパーク(en:Marina Green)は車椅子に対応している
。

## 仕組み

ウェーブ・オルガンのパイプ

ウェーブ・オルガン（波オルガン）は、25本のPVC製パイプを通して湾の波と相互作用し、いくつかの異なるパイプ設置場所（ステーション）にいる聴取者にその音を届ける。潮の満ち引きで変化する海面の高さによって、生成される効果音は変わるものの、ゴロゴロ、ぶくぶく、バシャバシャ、ビュービューその他の典型的な波の音を作りだす。音が最もよく聞こえるのは満潮時である。
建造物には石造りのプラットフォームとベンチが組み込まれており、訪れた人々はパイプの口の近くに座って音に耳を傾けることができる。建設に使われた石片は、取り壊されたサンフランシスコのローレルヒル墓地（Laurel Hill Cemetery）から回収して再利用されたものである。